# Joan Baez

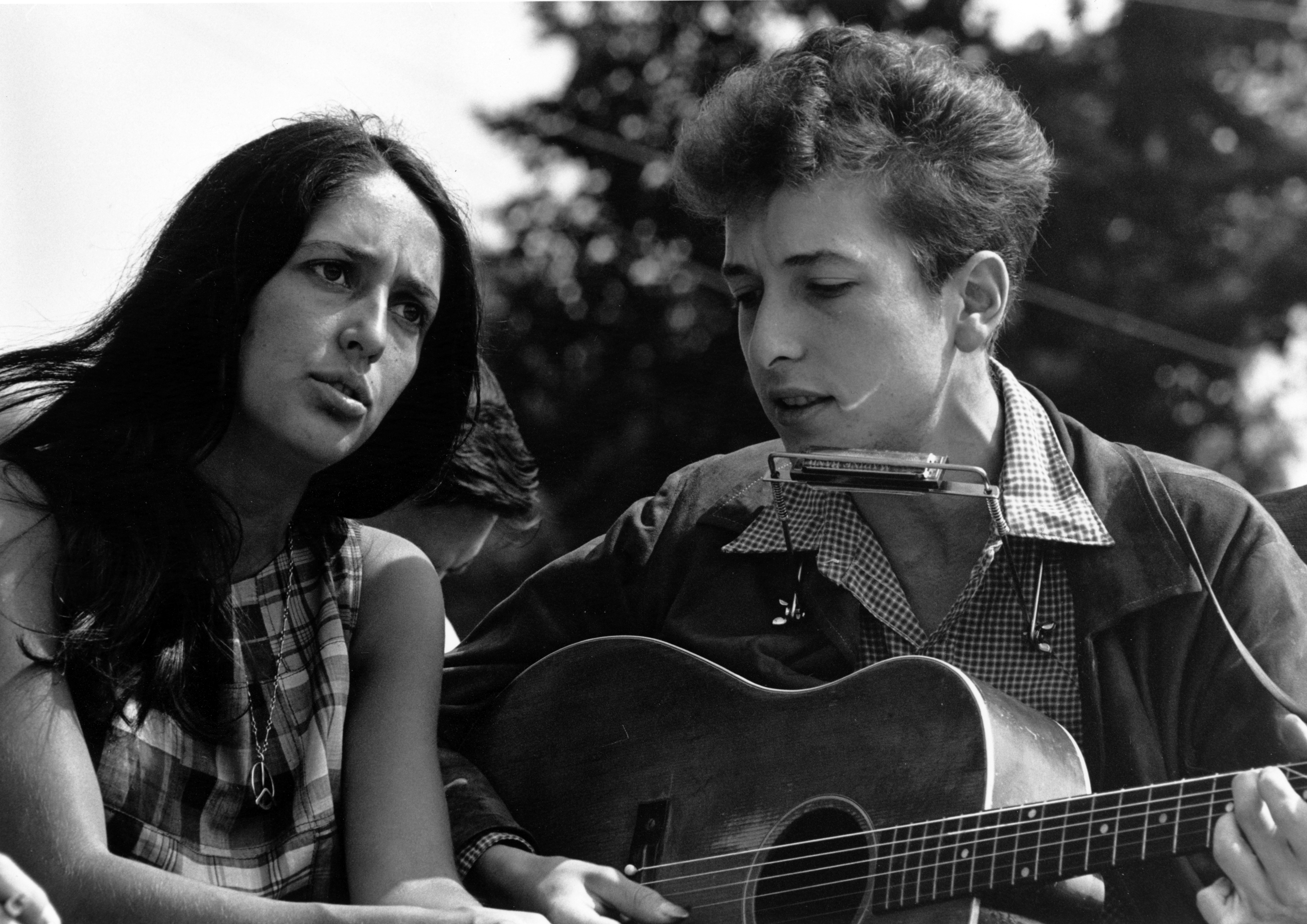
Joan Baez i Bob Dylan w 1963 roku

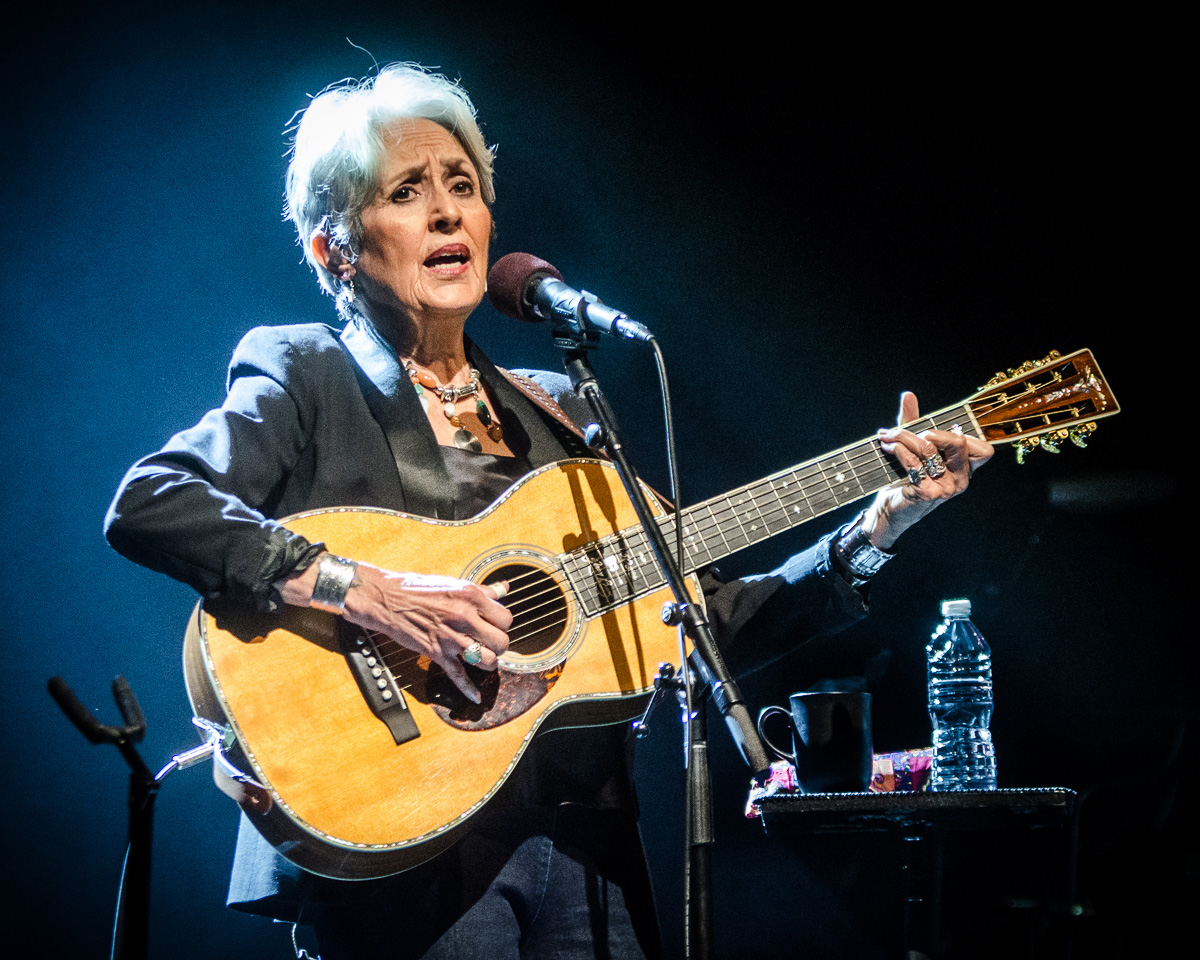
Joan Baez w 2016 roku

Joan Chandos Baez (ur. 9 stycznia 1941 w Nowym Jorku) – amerykańska piosenkarka, kompozytorka, autorka tekstów oraz producentka nagrań.

## Życiorys
Znana przede wszystkim z nagrań utworów utrzymanych w stylistyce bluesa i folku oraz muzyki religijnej i pieśni protestu.
Wystąpiła m.in. przed przemówieniem Martina Luthera Kinga w czasie Marszu na Waszyngton oraz na Festiwalu w Woodstock. W latach 1961–1965 związana z Bobem Dylanem.
W sierpniu 1970 wystąpiła na festiwalu w Sopocie, kierując do polskiej publiczności śmiałe przesłanie antywojenne. Jej występ został przyjęty entuzjastycznie. Zapisem tego koncertu jest film Joan Baez zrealizowany przez Antoniego Halora.
19 listopada 1985 roku na zaproszenie studenckich działaczy zagrała koncert na Katolickim Uniwersytecie Lubelskim. Podziemne Wydawnictwo Społeczne – KOS wydało dwukasetowy zapis tego koncertu pod nazwą Joan Baez.
7 czerwca 1989 roku wystąpiła w Domu Kultury Zakładów Mechanicznych „Ursus” w Warszawie na koncercie zorganizowanym przez NZS UW, NSZZ „Solidarność”, ZM „Ursus” i Wspólnotę WiP.

## Dyskografia
- Folksingers 'Round Harvard Square (1959)
- Joan Baez (1960)
- Joan Baez, Vol. 2 (1961)
- Joan Baez in Concert (1962)
- Joan Baez in Concert, Part 2 (1963)
- Joan Baez/5 (1964)
- Farewell Angelina (1965)
- Noel (1966)
- Joan (1967)
- Baptism: A Journey Through Our Time ('68)
- Any Day Now (1968)
- David’s Album (1969)
- One Day at a Time (1970)
- Blessed Are... (1971)
- Silent Running (soundtrack) (1972)
- Come from the Shadows (1972)
- Where Are You Now, My Son? (1973)
- Gracias A la Vida (1974)
- Diamonds & Rust (1975)
- From Every Stage (1976)
- Gulf Winds (1976)
- Blowin’ Away (1977)
- Honest Lullaby (1979)
- Live – Europe '83 (1984)
- Recently (1987)
- Diamonds & Rust in the Bullring (1988)
- Speaking of Dreams (1989)
- Play Me Backwards (1992)
- Ring Them Bells (1995)
- Gone from Danger (1997)
- Vanguard Sessions: Baez Sings Dylan ('98)
- Dark Chords on a Big Guitar (2003)
- Bowery Songs (2005)

## Wideografia
- How Sweet the Sound DVD (2009)

## Filmografia
- „Joan Baez” (1972, film dokumentalny, reżyseria: Antoni Halor)[4]
- „Message to Love: The Isle of Wight Festival” (1997, film dokumentalny, reżyseria: Murray Lerner)[7]
- „To Kill a Priest” – wykonanie piosenki The Many Crimes of Cain autorstwa Georgesa Delerue[8]

## Odznaczenia
- Order Podwójnego Białego Krzyża III klasy (Słowacja, 2024)[9]